# Kerren Lumer-Klabbers
Kerren Lumer-Klabbers

Link zum Bild

Kerren Lumer-Klabbers (* 10. Oktober 1991 in Silkeborg) ist eine dänische Regisseurin in Norwegen.

## Wirken
Sie studierte bis 2020 an Den norske filmskolen (Norwegische Filmschule) in Lillehammer.
Beim Oregon Film Festival in Kopenhagen 2012 wurde ihr Kurzfilmdebüt „Sannes Birthday“ mit dem Publikumspreis ausgezeichnet. Ihr Film „Closed Eyes“ dreht sich um eine Frau, die sich weigert zu akzeptieren, dass ihr Freund ernsthaft krank ist. Dieser Film wurde beim Shnit OPEN 2014 nominiert. „The Elephant“ und „A stone Falls Slowly“, zwei Kurzfilme, waren u. a. auf dem Nordisk Panorama Film Festival und dem Internationale Filmfestival Karlovy Vary zu sehen. Ihr Abschlussfilm der Filmhochschule „Papapa“ gehörte zur Shortlist des Student Academy Awards, gewann auf den Filmfestival Bergen den Preis für den besten norwegischen Kurzfilm 2020 und wurde auf dem Kristiansand International Children’s Film Festival mit dem Filmfest Ung Short Film Award 2021 ausgezeichnet. Die Satire Arkitekten (The Architect) lief auf den Internationalen Filmfestspiele Berlin 2023 im Bereich Berlinale Series und erhielt eine lobende Erwähnung.

## Filmografie

### Kurzfilme
- 2013: Dirt
- 2014: Lukkede øjne (Closed Eyee)
- 2016: Spirende følelser
- 2017: Elefanten
- 2018: A Stone Slowly Falls
- 2020: Papapa
- 2021: Radio Silence

### Serien
- 2022: Arkitekten (The Architect, vier Episoden)